# 木尧
木尧（1647年7月7日—1708年11月11日），字中嵩，号华嶽，纳西族名阿俗阿胃（A-su A-wei），清代初期丽江土司，官拜丽江知府。
木尧是木櫾的长子，由于伯父木靖无子，木尧被木靖收为养子。木靖逝世后，康熙帝欲册封木尧为丽江土司，但木尧推荐木櫾继任。康熙帝遂封木櫾为丽江土司，但木尧掌管实权。1680年，木櫾因病辞职，木尧继任土司之职。
当时云南仍处于三藩之一吴三桂的势力范围之内，木尧拒绝向吴三桂效忠，并秘密调查了吴三桂的亲信，将他们的状况报告给清朝。木尧筹集了军粮并送至清军，云贵总督赵良栋奏闻康熙帝，因此得到嘉奖，并于1681年正式受封为丽江土司。
清朝大将军章泰进驻楚雄，勅谕木尧攻打吴三桂叛军。吴三桂的手下胡国柱欲从丽江逃往吐蕃（西藏）。木尧组织部众假装向导，将胡国柱部引入山林，以一万人围歼之。胡国柱大败自杀，所部几乎全军覆没，缴获武器甚众。蔡毓荣、尹闢联名奏其功，康熙帝于1684年封之为丽江知府。但由于患有风湿病，木尧不久后便提出辞职。
1688年11月15日（康熙二十七年十月廿三），木尧被封为中宪大夫。1692年，木尧正式退隐。因长子木贵早卒，由次子木兴嗣位。

## 家族
- 父：木櫾
- 母：恭人罗氏庆

- 妻：
  - 阿氏加（高氏宁，姚安土知州高氏之女）
  - 李氏

- 子：
  - 木贵（阿氏加所生）
  - 木兴（阿氏加所生）
  - 木弘（阿氏加所生）
  - 木鐘（阿氏加所生）
  - 木枝（李氏所生，早卒）
  - 木全（李氏所生，无嗣）
  - 木定（李氏所生，出家为僧）
  - 木会（李氏所生，出家为僧）
- 女：
  - 木氏秀（嫁姚安土同知高映厚）
  - 木氏喜（嫁鹤庆土通判高）
  - 木氏胜（嫁鹤庆千总）
  - 木氏明（嫁鹤庆游击李）